# 38号弗吉尼亚州州道
38號維吉尼亞州州道（英語：Virginia State Route 38）是美國維吉尼亞州的主要州道之一，全段位於阿米利亞縣，西至阿米利亞縣縣府，東至斯科特岐。1933年建立，總長7.03英里（11.31公里）。